# Andy Pandy
Andy Pandy är en brittisk barn-TV-serie skapad av Freda Lingstrom och Maria Bird, som ursprungligen sändes 1950–1970 i BBC.
Den blev 1956 det första barnprogrammet som sändes i svensk TV. Serien visade i Sveriges Television 1956-1965. Inledningstexten i sången var "Andy Pandy heej på dej..." Han var en marionettdocka med en nallebjörn som bästa kompis och tillsammans bodde de i en picknickkorg. En annan figur som Andy och nallebjörnen var vän med var en trasdocka som hette Looby Loo som också medverkade. Serien var inköpt till Sverige från BBC och var dubbad till svenska.
Programledare i Sverige var Meta Velander.